# Григорий Печорин
Григо́рий Алекса́ндрович Печо́рин — вымышленный персонаж, офицер русской императорской армии, главный герой романов Михаила Лермонтова «Княгиня Лиговская» (незавершённый) и «Герой нашего времени». Сочетает в себе черты байронического героя эпохи романтизма и «лишнего человека», не нашедшего себе применения.

## Биография
Родился в Санкт-Петербурге. До 19 лет жил в Москве. Он не явился на экзамен и вскоре на коленях вымолил у матери позволения отправиться в подмосковный гусарский полк. По его словам, обучение ему быстро наскучило. Избавившись от родительской опеки, он сразу начал наслаждаться всеми прелестями жизни, но вскоре и они ему надоели. После этого он пошёл в армию. Через некоторое время был сослан за дуэль на Кавказ, в действующие войска. Именно этот период жизни Печорина освещён в романе. Он надеялся развеять скуку на поле боя, но через месяц привык и к свисту пуль, и к близости смерти.
В первой по хронологии главе романа «Тамань» Печорин натыкается на банду контрабандистов и разрушает их modus operandi. В этой главе к нему приходит мысль, что всем он несёт только несчастья. Далее Печорин едет на воды в Пятигорск, где встречает своего знакомого юнкера Грушницкого, давнюю возлюбленную Веру и княжну Мери.
За время своего пребывания в Кисловодске и Пятигорске Печорин влюбляет в себя княжну Мери, впоследствии отвергая её, и убивает на дуэли Грушницкого, за что его вновь ссылают, на этот раз в крепость. Там он знакомится с Максимом Максимычем.
Во время службы в крепости он едет в командировку в казачью станицу на две недели. Там он знакомится с офицером Вуличем, которого вскоре убивают. Григорий задерживает убийцу.
Отслужив в крепости год, Печорин влюбляется в черкешенку Бэлу и крадёт её из дома. Поначалу он счастлив с ней, но потом его чувства начинают остывать. В конечном итоге разбойник Казбич её похищает и ранит. Бэла умирает.
Потом Печорин уезжает в свой полк в Грузии. А затем приезжает в Петербург и выходит в отставку.
Через пять лет случайно вновь встречается с Максимом Максимычем во Владикавказе. Максим Максимыч спрашивает у Печорина, что делать с дневниками последнего, которые остались у Максима Максимыча со времён их службы в крепости. Печорин предлагает Максиму Максимычу распорядиться ими на своё усмотрение.
Затем он уезжает в Персию. Возвращаясь в Россию, Печорин умирает.

## Внешний вид
Печорин — мужчина среднего роста и крепкого телосложения: плечи широкие, стан тонкий. Кожа по-женски нежная; светлые вьющиеся  волосы «живописно обрисовывали бледный, благородный лоб», брови и усы были чёрные. Нос немного вздёрнут. Зубы ослепительно белые. Взгляд его, по мнению княжны Мери, — тяжёлый, неприятный и наглый, при его довольно детской улыбке; по словам повествователя, глаза Печорина «не смеялись, когда он смеялся». Рассказчик, описывая увиденного им в дорожных условиях главного героя, отмечает, что «пыльный бархатный сюртучок его, застегнутый только на две нижние пуговицы, позволял разглядеть ослепительно чистое бельё». В целом противоречивая внешность Печорина во многом отражает его личность.

## Печорин и Онегин
Считается, что автор назвал своего персонажа в честь северной реки Печоры. Исследователи сравнивают его с другим персонажем, названным по тому же принципу, — Онегиным. При этом Онега ровно течёт к морю, Печора же является бурной горной рекой.
Михаил Лермонтов развил пушкинского персонажа. В своей статье 1840 года Белинский называл Печорина «Онегиным нашего времени». По его словам, «несходство их между собою гораздо меньше расстояния между Онегою и Печорою». Пушкин, обнаружив Онегина в окружавшей его действительности, стал критиковать её; Лермонтов же разоблачил героя-эгоиста.
Татьяна Иванова, автор ряда книг, посвящённых Лермонтову, считает, что при написании «Героя нашего времени» перед его глазами стоял образ Онегина. Она указывает на описку в рукописи: вместо имени героя своего романа автор написал «Евгений», а впоследствии исправил ошибку.

## Мнения критиков
Ряд реакционных критиков, поддерживавших существовавший общественный строй, осудили Печорина, посчитав его развратным человеком. По их мнению, называть его «героем нашего времени» было равносильно оскорблению России. Совершенно иной точки зрения придерживался Виссарион Белинский. Он полагал, что главный герой был отражением трагедии передовых людей 1840-х годов. Критик видел в Печорине отзвуки драмы автора, который не смог до конца отделиться от него и верно его оценить. При встрече с Лермонтовым Белинский убедился в сходстве характеров писателя и персонажа. Оно, по его словам, заключалось в «рассудочном, охлаждённом взгляде на жизнь и людей».
Фаддей Булгарин считал, что Печорин не был типичен для русского общества, а в образовании подобных эгоистов обвинял Запад. Похожие оценки давали герою Степан Шевырёв и Осип Сенковский.

## Образ Печорина в кинематографе
- 1913 — «Бэла» (22 минуты, реж. Андрей Громов), роль Печорина исполнил сам режиссёр.
- 1926—1927 — Владимир Барский на студии «Госкинпром Грузии» по мотивам произведения поставил три фильма — «Княжна Мери», «Бэла» и «Максим Максимыч». В роли Печорина — Николай Прозоровский.
- 1955 — «Княжна Мери» (реж. Исидор Анненский), в главной роли — Анатолий Вербицкий.
- 1967 — «Герой нашего времени» (реж. Станислав Ростоцкий). Дилогия, включающая в себя фильмы «Бэла» и «Максим Максимыч. Тамань». Печорина играл Владимир Ивашов.
- 1975 — телеспектакль «Страницы журнала Печорина» (реж. Анатолий Эфрос). В роли Печорина — Олег Даль[7].
- 2006 — 8-серийный телефильм «Герой нашего времени» (реж. Александр Котт). Роль Печорина исполнил Игорь Петренко.
- 2011 — «Печорин» (реж. Роман Хрущ). В роли Печорина — Станислав Рядинский.

## Образ Печорина в театре
Роман «Герой нашего времени» и отдельные его части неоднократно инсценировали в театрах СССР и России.
- 2015 — Большой театр (балет «Герой нашего времени», композитор Илья Демуцкий, режиссёр-постановщик Кирилл Серебренников).
- 2019 — Театр имени Моссовета (реж. Юрий Ерёмин). В роли Печорина — Нил Кропалов, Дмитрий Подадаев.